# Jack E. Leonard
Jack E. Leonard (24 de abril de 1910 – 10 de mayo de 1973) fue un comediante de nacionalidad estadounidense, conocido por sus frecuentes actuaciones en shows de variedades y concursos televisivos.

## Biografía
Nacido en Chicago, Illinois, su verdadero nombre era Leonard Lebitsky, y en ocasiones era conocido como Fat Jack (Gordo Jack). Al igual que ocurrió con otros muchos cómicos de la década de 1950, su revelación en The Tonight Show, programa presentado por Jack Paar, le valió la fama a Leonard, convirtiéndose en un solicitado intérprete televisivo y de nightclubs. Así, trabajó sin parar en las grandes salas de Las Vegas, insultando a los grandes apostadores y perdedores necesitados de unas risas.
El método cómico de Leonard era el sarcasmo y la agresividad, creando un género "humor insultante" con el que se anticipó a Don Rickles. La fuerte personalidad sin complejos de Jack E. Leonard en el escenario desmentía su espíritu afable y generoso, bien conocido por sus amistades, el cual ocasionalmente revelaba en alguna actuación durante la cual cambiaba el registro e interpretaba una canción sentimental. Su indumentaria consistía en un traje oscuro con un par de tallas por debajo de la suya, un sombrero blanco de ala corta, y gafas de concha.
Leonard también hizo ocasionales grabaciones y actuaciones cinematográficas, aparte de sus múltiples intervenciones televisivas.
Jack E. Leonard sufrió un colapso en el escenario de un local de Nueva York como complicación de su diabetes, falleciendo más tarde mientras era sometido a cirugía cardíaca. Tenía 63 años de edad.

## Discografía
- "Rock and Roll for Kids Over Sixteen", Vik LX-1080 mono (1957)
- "How to Lose Weight with Fat Jack" (1964)
- "Scream on Someone You Love Today" (1967)